# Kruithoorn

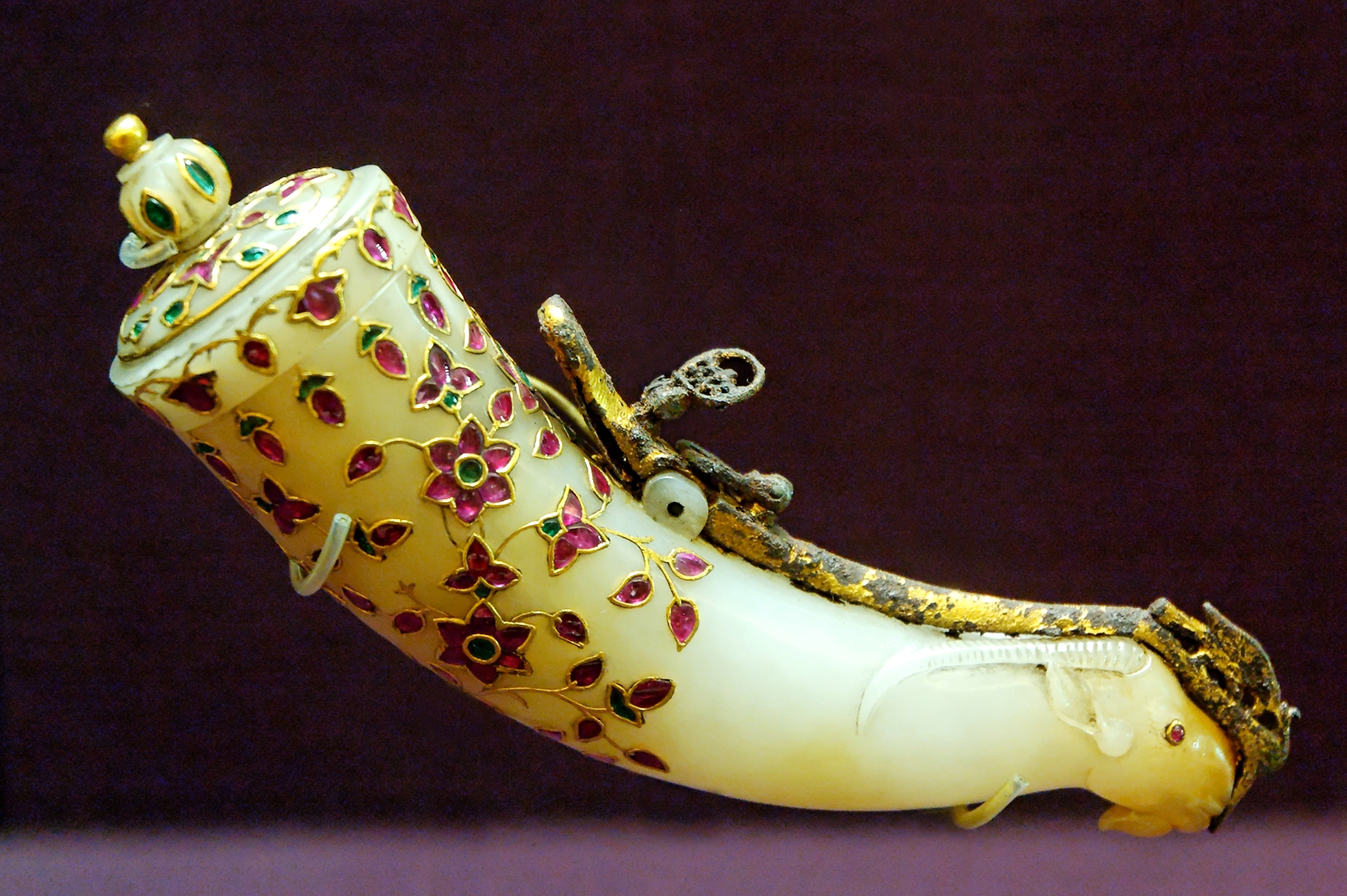
Rijk versierde kruithoorn uit India.

Een kruithoorn, ook wel kruitbus en kruitfles genoemd, is een constructie die gebruikt wordt om buskruit te storten of te geleiden. Hij is er in uiteenlopende materialen zoals hertshoorn, koper, hout, messing of ivoor. De kruithoorn wordt gebruikt om primitieve vuurwapens te laden door middel van een koperen tuit en doseerhendeltje. Kruithoorns hebben diverse vormen, zoals een kegel- of peervorm, een hoornvorm of gewoon een ronde platte vorm zoals een veldfles. De kruithoorns zijn soms rijkelijk versierd, maar kunnen ook gewoon een ingekerfde lijnenstructuur hebben, vermoedelijk om een betere hanteerbaarheid te verkrijgen tijdens het kruitladen.

## Gebruik
Met de kruithoorn stort men het buskruit in de geweerloop. Het buskruit wordt daarna aangestampt met een laadstok. Deze laadstok is voorzien van een plukje wol zodat er geen kruitresten in de loop achterblijven. Vervolgens wordt er een ronde loden kogel ingeduwd met de laadstok. Het schieten is niet zonder risico. Als het kruit en de kogel niet goed worden aangestampt kan de gasdruk bij het schot te hoog oplopen met als gevolg vernieling van de loop.

## Geschiedenis

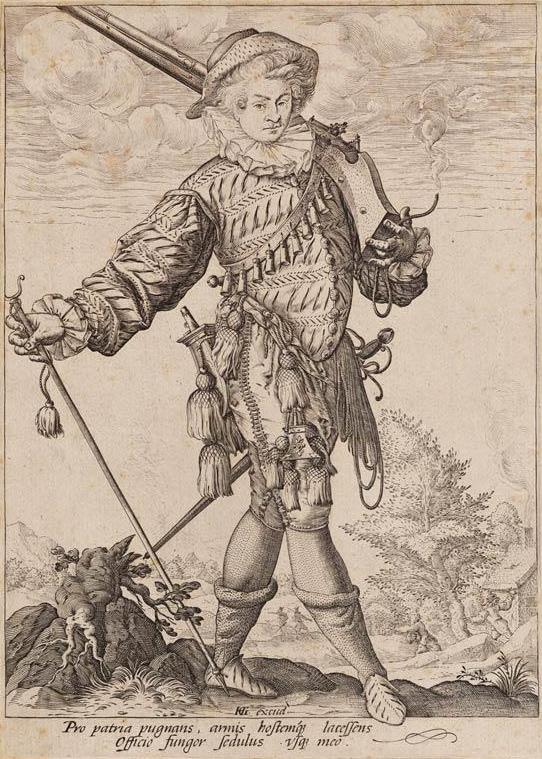
Haakbusschutter met kruithoorns.

Veel kruithoorns uit de 16e eeuw hebben afmetingen van ongeveer 68 mm lang en een diameter van 20 mm. Deze werden voorheen uitsluitend gebruikt voor pistolen. Grotere exemplaren werden vooral gebruikt voor geweren en pistolen tijdens langdurige veldslagen. Andere kleinere hoorns waren uitsluitend bedoeld om de pan van een wapen met kruit (zogenaamd pankruit) te vullen en heetten soms "kruitmaatje". De grotere exemplaren werden gebruikt door de legers uit de 16e en 17e eeuw. In de Spaanse periode droegen bijna alle soldaten een gordelband met kruithoorns, waaraan soms wel vijf, zeven of meer grotere kruithoorns hingen. Deze kruithoorns hingen vanaf hun linkerschouder naar de rechterheup. De degengordel droeg men vanaf de rechterschouder naar de linkerheup, zodat men de kruithoorn- en wapenbanden overkruist droeg. Zo bleef de degengordel of de officiële gekleurde fluwelen bandgordel bij de vorstenhuizen en hoogwaardigheidsbekleders traditioneel met deze wijze van dragen bewaard.
De kruitgordelband kon men aan de schouder doordraaien, om zich van hun kruithoorns te voorzien, zoals een moderne patronenhouder. De soldaten hadden lange fraai uitgewerkte geweren, die onderaan de loop voorzien waren van een laadstok en een lange schouderhoge vorksteun om de lange loop te ondersteunen tijdens het mikken en zo een betere trefkans te verkrijgen.
Tot in de eerste helft van de 19e eeuw werden met deze werkwijze de toenmalige kortere musketten gevuld en geschoten, zonder de vorksteun.
Eind 19e eeuw verdwenen de kruithoorns na de invoering van de metalen eenheidspatronen, waarbij een huls de lading, het projectiel (de kogel) en de ontsteking (het slaghoedje) verenigde.